# Пилот (Очајне домаћице)
Пилот (енгл. Pilot) је прва епизода серије Очајне домаћице у продукцији Америчке радиодифузне компаније. Епизоду је написао Марк Чери док је сценариста био Чарлос Макдугал. Пилот је премијерно приказан 3. октобра 2004. у Сједињеним Америчким Државама. Са гледаношћу од 23,71 милиона гледалаца заузела 1. место најгледанијих емисија тог дана. У Србији премијерно је приказана на телевизији Пинк, 27 септембра 2005.

## Синопсис
У прву епизоду Очајних домаћица уводи нас лик Мери Алис Јанг која станује у предграћу Фервјуа у породичној кући у улици Вистерија Лејн. Радећи свакодневне породичне обавезе, у тренутку када је припремала ручак за сина и супруга из кухињског ормарића вади револвер и убија се. Њено тело пронашла је госпођа Марта Хубер која је волела да залази у свачији живот, осим у свој. У тренутку пуцња, Марта је потрчала ка кући Мери Алис Јанг, поневши јој позајмљени блендер, којег је задржала шест месеци код себе, не би ли нашла разлог да је посети. Када је угледала мртво тело Мери Алис Јанг, позива Хитну помоћ али схвата да је прекасно. Међутим то јој није много засметало, јер је нашла разлог да задржи блендер за себе.
 Мистериозно убиство потреса цео крај, а нарочито њене пријатељице које су сматрале да знају све проблеме Мери Алис. Неколико дана касније Мери је сахрањена. Иако је убиством напустила своје најмилије, она наставља да прати њихове животе. Упознаје нас са животом Линете Скаво, бивше пословно успешне жене која због породице напушта каријеру. Њен муж Том, убеђен да је најбољи посао за његову супругу брига о домаћинству и породици, убрзо постаје и по четврти пут отац. Линет је, поред потешкоћа одгајања дечака, суочена и са сталним одсуством Тома који је често на службеним путовањима.
Одмах надомак дома Скавових, живе брачни пар Габријела и Карлос Солис. Габријела је пре доласка у Вистерија Лејн била успешна манекенка и модел коју су поред добре шминке и гардаробе интересовали и богати мушкарци. Упознавши Карлоса Солиса, удаје зе са њега и напушта свет манекенства.
 Следећа добра пријатељица Мери Алис била је и Бри Ван Де Камп која је карактеристична по свом перфекционизму. Насупрот Бри је Сузан Мајер која ни након годину дана од развода не може да преболи прељубу, сада већ бившег супруга Карла и његове секретарице. Иако је добила старатељство над кћерком још увек осећа тешкоћу због Карлове издаје.
На бдењу, пријатељице се присећају успомена на Мери Алис. Изузев Тома који је на службеном путу и Сузан која нема мужа, остале су дошле у пратњи својих супруга. Сузан, Линет, Бри и Габријела седе за Мери Алисиним столом, на којем су сваке суботе играле покер. И док се Сузан присећа Мери Алис како сипа кафу, Линет говори како би била срећна да је муж почне варати јер је у протеклих четири године чак три пута остала у другом стању. Бри, надовезавши се на Линетину причу, са сигурношћу говори да се не плаши прељубе јер њен муж зна да је њен ормар са оружјем пун муниције. Сузан највише мучи загонетка због чега се Мери Алис убила. Недуго затим Сузан чује како је неком позлило од макарона са сиром, па се присећа да је то јело она донела. У журби да га што пре неприметно склони, упознаје Мајка Делфина и сазнаје да је он новодосељени водоинсталатер из суседства. Госпођа Хубер саопштава Линет да јој синови пливају у базену Мери Алис. И после неколико безуспешних покушаја да их натера да изађу из базена, бесно ускаче у базен и извлачи дечаке напоље, док Пол Јанг, муж Мери Алис, загонетно гледа у базен и оно
што се крије „испод површине“. Сутрадан, сви се враћају својим животима.
 Габријела је бесна на Карлоса јер је он присиљава да крене са њим на журку код његовог шефа, Танаке, који увек због Габријеле прихвата сарадњу са Карлосом. Габријела не жели да пође са њим јер је сваки пут када се нађе у близини Танаке, он нађе начин да је уштине за задњицу. Карлос јој саопштава да ће морати да уради све, јер јој он обезбеђује велике количине новца сваке године. При одласку из куће напомиње баштовану Џону да покоси травњак. Само неколико минута након што је Карлос напусти кућу, Габријела позива Џона у кухињу. Она га заводи и наговара да воде љубав на трепезаријском столу увезеном из Италије који кошта 23.000 долара. По повратку са посла, Карлос примећује да је травњак несређен и одлучује да сутрадан отпусти баштована. Габијела одлази са супругом на журку и потплаћује конобара да напије Карлоса. Она се враћа кући и на брзину покошава травњак, да би задржала Џона у близини. По обављеном послу враћа се на журку. Сутрадан Карлос примећује покошену траву и одлучује да задржи Џона.

## Улоге
- Тери Хачер
- Фелисити Хафман
- Марша Крос
- Ева Лонгорија Паркер
- Николет Шеридан
- Дејна Дилејни
- Кајл Маклаклан
- Даг Савант
- Џејмс Дентон
- Бренда Стронг
- Кристина Естабрук
- Џој Лорен
- Шон Пајфром
- Брент Кинсман
- Шејн Кинсман
- Зејн Хјует
- Шерика Дердли
- Ники Дукас
- Хит Макол
- Кеј Вејд
- Едвард Зелнер

## Номинације и награде
Иако је пре почечка снимања, Пилот епизода била одбијена од свих продуценских кућа, она је по реализацији ABC номинована за седам награда, од чега чак три престижна Емија.
- 2004.  - Најбољи режисер у категорији комедија -Чарлс Макдугал; номинација
- 2005.  - Најбоља једночасовна телевизијска серија; номинација
- 2005.  - Најбоља епизодна серија; награда
- 2005.  - награда
- 2005. Еми награда:
  - Најбољи режисер у категорији комедија - Чарлс Макдугал; награда
  - Најбољи сценарио у категорији комедија - Марк Чери; номинација
  - Најбоља слика у категорији једна камера, за комедије; награда